# Јесења изложба УЛУС-а (2012)
Јесења изложба УЛУС-а (2012) одржала се у периоду од 10. до 30. септембра 2012. године, у галеријском простору Удружења ликовних уметника Србије, односно у Уметничком павиљону "Цвијета Зузорић". Уредница каталога и организаторка ове изложбе, била је Наталија Церовић.

## Уметнички савет УЛУС-а
- Велизар Крстић
- Владан Мартиновић
- Драган Марковић Маркус
- Зоран Вранешевић
- Милош Ђорђевић
- Наташа Иванић
- Ранка Лучић Јанковић
- Татјана Николајевић Веселинов

## Излагачи
1. Добрица Бисенић
2. Ристо Антуновић
3. Иван Блануша
4. Ђорђе Аралица
5. Габријела Булатовић
6. Наташа Будимлија
7. Драгана Бојић
8. Коста Богдановић
9. Владимир Вељашевић
10. Ненад Вучковић
11. Здравко Вајагић
12. Марко Вукша
13. Весна Гаљак
14. Алина Гадомски
15. Мила Гвардиол
16. Иван Грачнер
17. Јелена Дамњановић
18. Пал Дечов
19. Снежана Гроздановић
20. Мирјана Денков
21. Маја Ердељанин
22. Предраг Ђукић
23. Борис Зечевић
24. Олга Ђорђевић
25. Небојша Јоцић
26. Драгана Јокић
27. Немања Јовичић
28. Драган В. Јовановић
29. Јелена Крстић
30. Миа Кешељ
31. Момир Кнежевић
32. Владислава Крстић
33. Владимир Д. Лалић
34. Владимир Р. Лалић
35. Душан Б. Марковић
36. Предраг Лојаница
37. Биљана Миљковић
38. Весна Милуновић
39. Предраг Фердо Микалачки
40. Радивоје Марковић
41. Бела Олах
42. Снежана Николић
43. Тамара Недељковић Вукша
44. Жељка Момиров
45. Саво Пековић
46. Михаило Петковић
47. Ружица Беба Павловић
48. Бојан Оташевић
49. Димитрије Пецић
50. Мице Поптсис
51. Владимир Петровић
52. Душан Петровић
53. Борислава Недељковић Продановић
54. Симонида Радоњић
55. Слободан Радојковић
56. Војислав Радовановић
57. Бранко Раковић
58. Милица Салашки
59. Јован Ракиџић
60. Ненад Ристовић
61. Наталија Симеоновић
62. Ивана Смиљанић
63. Владан Сибиновић
64. Ђорђе Соколовски
65. Љиљана Стојановић
66. Томислав Тодоровић
67. Мирјана Томашевић
68. Добри Стојановић
69. Марија Топаловић
70. Драгана Филиповић
71. Анђелина Туцаковић
72. Драган Цветковић Цвеле
73. Франц Цурк
74. Гордана Чекић
75. Јелена Шалинић Терзић
76. Ана Церовић
77. Милош Шобајић